# Héctor Daniel Villalba
Pour les articles homonymes, voir Villalba.
Pour le politicien espagnol, voir Héctor Villalba.
Héctor Daniel Villalba, dit Héctor Villalba, né le 10 février 1994 à Buenos Aires en Argentine, est un footballeur argentin, qui joue au poste de milieu offensif au Club Libertad.

## Biographie

### Carrière en club
Héctor Villalba commence sa carrière au San Lorenzo, en entrant dans les catégories de jeunes. Le 19 août 2012, il fait ses débuts professionnels en Primera División en entrant à la 82e minute contre l'Estudiantes de La Plata lors d'une défaite 1-0. Puis le 13 avril 2013, il inscrit son premier but contre le Racing Club lors d'une défaite 4-1.
Le 10 avril 2014, il inscrit son premier but en Copa Libertadores, lors de la réception du club brésilien de Botafogo (victoire 3-0). Son équipe remporte finalement le tournoi en battant le Club Nacional en finale.
Le 22 juillet 2016, il rejoint la nouvelle franchise du Atlanta United FC pour sa saison inaugurale en MLS en 2017, pour une indemnité de transfert estimée à 2,5 millions de dollars. Puis, le 28 juillet, il est prêté jusqu'en décembre au club mexicain du Club Tijuana en Liga MX
Le 6 mars, il réalise ses débuts en MLS lors d'une défaite 2-1 face aux Red Bulls de New York. La semaine suivante, il inscrit son premier but en MLS contre l'autre équipe d'expansion du Minnesota United lors d'une victoire 6-1. Puis, le 9 avril, il inscrit un doublé contre le Toronto FC lors d'un match nul de  2-2.

### Carrière internationale
Début 2018, il demande la nationalité paraguayenne, en l'honneur de ses parents. En septembre de la même année, il l'obtient et la FIFA l'autorise à jouer avec la sélection paraguayenne.
Il reçoit sa première sélection en équipe du Paraguay le 20 novembre 2018, en amical contre l'Afrique du Sud (score : 1-1).

## Palmarès
- Club Atlético San Lorenzo
  - Vainqueur de la Copa Libertadores en 2014
  - Champion d'Argentine en 2013 (Inicial)
  - Vainqueur de la Supercoupe d'Argentine en 2015
- Atlanta United FC
  - Vainqueur de la Coupe MLS en 2018
  - Vainqueur de la Coupe des États-Unis en 2019

## Statistiques
| Saison                | Club                  | Championnat           | Championnat | Championnat | Coupe(s) nationale(s) | Coupe(s) nationale(s) | Compétition(s) continentale(s) | Compétition(s) continentale(s) | Compétition(s) continentale(s) | Séries | Séries | Paraguay | Paraguay | Total | Total |
| Saison                | Club                  | Division              | M.          | B.          | M.                    | B.                    | Comp.                          | M.                             | B.                             | M.     | B.     | M.       | B.       | M.    | B.    |
| 2012-2013             | San Lorenzo           | Primera División      | 9           | 2           | 3                     | 0                     | -                              | -                              | -                              | -      | -      | -        | -        | 12    | 2     |
| 2013-2014             | San Lorenzo           | Primera División      | 34          | 4           | -                     | -                     | CS+CL                          | 2+11                           | 0+1                            | -      | -      | -        | -        | 47    | 5     |
| 2014                  | San Lorenzo           | Primera División      | 15          | 3           | 1                     | 0                     | CL                             | 2                              | 0                              | -      | -      | -        | -        | 18    | 3     |
| 2015                  | San Lorenzo           | Primera División      | 27          | 6           | 2                     | 0                     | RS+CL                          | 1+5                            | 0                              | -      | -      | -        | -        | 35    | 6     |
| 2016                  | San Lorenzo           | Primera División      | 3           | 0           | -                     | -                     | CL                             | 2                              | 0                              | 1      | 0      | -        | -        | 6     | 0     |
| Sous-total            | Sous-total            | Sous-total            | 88          | 15          | 6                     | 0                     | -                              | 23                             | 1                              | 1      | 0      | -        | -        | 118   | 16    |
| 2016                  | Club Tijuana (prêt)   | Liga MX               | 1           | 0           | 2                     | 0                     | -                              | -                              | -                              | -      | -      | -        | -        | 3     | 0     |
| Sous-total            | Sous-total            | Sous-total            | 1           | 0           | 2                     | 0                     | -                              | -                              | -                              | -      | -      | -        | -        | 3     | 0     |
| 2017                  | Atlanta United        | MLS                   | 34          | 13          | -                     | -                     | -                              | -                              | -                              | 1      | 0      | -        | -        | 35    | 13    |
| 2018                  | Atlanta United        | MLS                   | 28          | 7           | 1                     | 0                     | -                              | -                              | -                              | 5      | 1      | 1        | 0        | 35    | 8     |
| 2019                  | Atlanta United        | MLS                   | 20          | 1           | 1                     | 0                     | LCC                            | 4                              | 0                              | 2      | 0      | 1        | 0        | 28    | 1     |
| Sous-total            | Sous-total            | Sous-total            | 82          | 21          | 2                     | 0                     | -                              | 4                              | 0                              | 8      | 1      | 2        | 0        | 98    | 22    |
| 2020                  | Club Libertad         | Primera División      | 0           | 0           | 0                     | 0                     | -                              | -                              | -                              | -      | -      | 0        | 0        | 0     | 0     |
| Sous-total            | Sous-total            | Sous-total            | 0           | 0           | 0                     | 0                     | -                              | 0                              | 0                              | 0      | 0      | 0        | 0        | 0     | 0     |
| Total sur la carrière | Total sur la carrière | Total sur la carrière | 171         | 36          | 10                    | 0                     | -                              | 27                             | 1                              | 8      | 1      | 2        | 0        | 218   | 38    |